# Punk rock negli Stati Uniti d'America
L'american punk ha le sue radici nel garage rock degli anni sessanta e nel minimalismo grezzo dei Velvet Underground e dei The Modern Lovers; molte band come gli Stooges, gli MC5, e i New York Dolls suonavano essenzialmente punk rock prima ancora che ci fosse un termine o una classificazione per esso, infatti furono successivamente classificati come proto-punk.
A tutti gli effetti, il punk americano inizia con i Ramones, formatisi nel marzo 1974 a Forest Hills, New York dove la scena era particolarmente attiva. Movimenti simili si sono sviluppati successivamente a Los Angeles, dove presto il punk si sarebbe evoluto in hardcore, a Cleveland, caratterizzata da una scena più sperimentale, e a Boston, dove i gruppi suonavano essenzialmente power pop.

## Alcuni gruppi american punk[2]
- Willie Alexander
- The Alley Cats
- Avengers
- Bad Brains
- Black Flag
- Blondie
- Circle Jerks
- Dead Boys
- Dead Kennedys
- Devo
- The Dickies
- The Dictators
- The Dils
- Furys
- The Germs
- Heartbreakers
- Richard Hell
- Human Sexual Response
- Hüsker Dü
- The Last
- Meat Puppets
- The Meatmen
- Minor Threat
- Mission of Burma
- The Modern Lovers
- The Mumps
- Neats
- The Neighborhoods
- Pere Ubu
- The Plugz
- The Real Kids
- Ramones
- The Replacements
- Social Distortion
- Suicide
- Talking Heads
- Television
- The Thrills
- Tuff Darts
- The Weirdos
- X
- The Zeros
- The Zippers